# Cattedrale di Bangor
La cattedrale di Bangor o cattedrale di San Deiniol è la chiesa principale della diocesi anglicana di Bangor, nel Gwynedd (Galles).
Il luogo su cui sorge la cattedrale è usato come luogo di culto cristiano sin dal VI secolo. Si tratta di una parte bassa e poco visibile della città, tale da non attrarre l'attenzione dal mare. Si ritiene che in questo luogo sorgesse il monastero fondato da san Deiniol, primo vescovo della città e suo patrono.
L'edificio attuale è il risultato di lavori svolti sotto la supervisione di sir Gilbert Scott iniziati nel 1868. Il progetto prevedeva la costruzione di una grande torre centrale con guglia, ma non fu mai portato a termine per cedimenti nel terreno.